# Jakub Roskovec

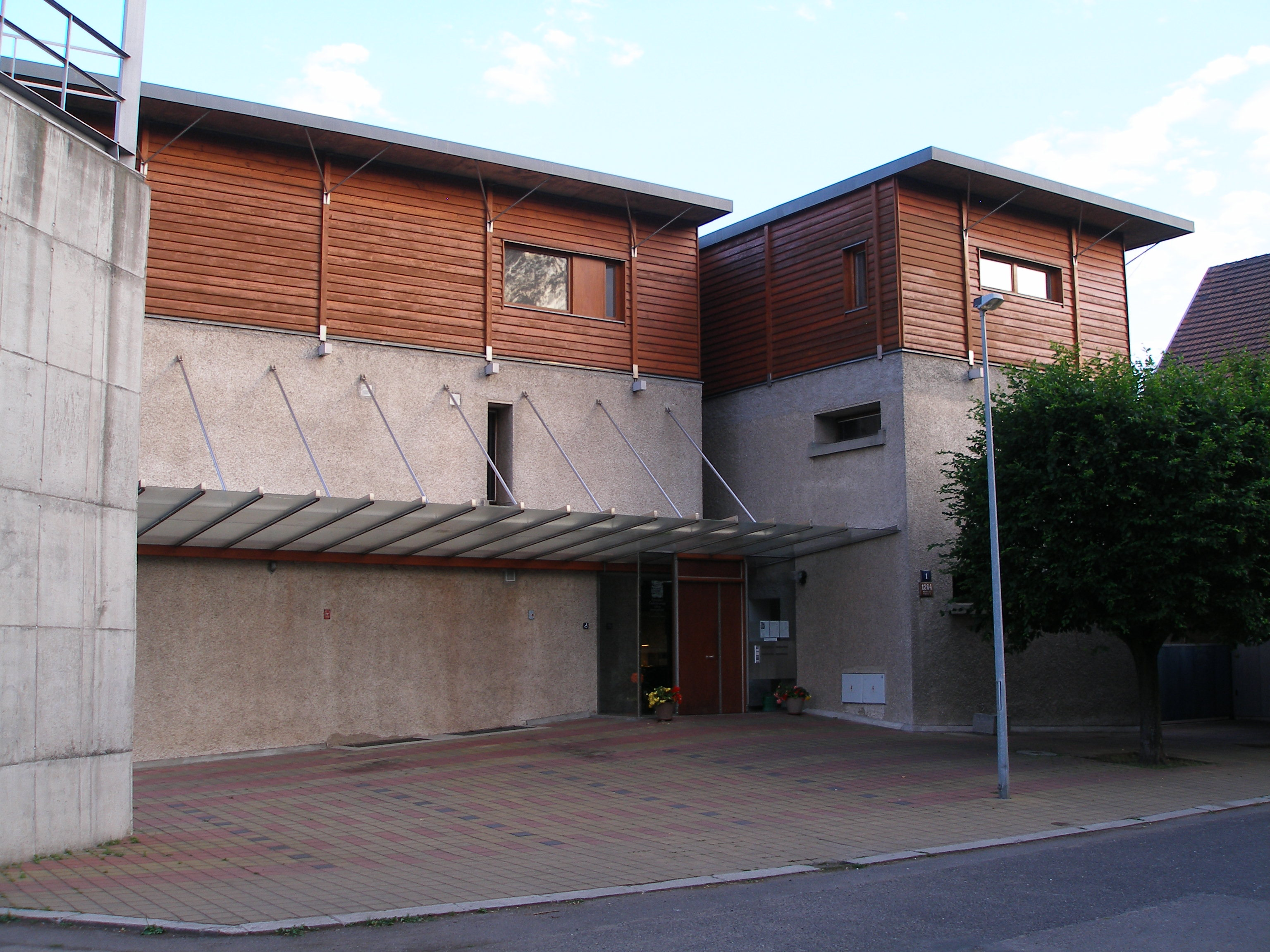
Kostel U Jákobova žebříku

Ing. Jakub Roskovec (* 1. října 1967) je český architekt tvořící se svým spolužákem z Fakulty architektury pražské ČVUT Radovanem Schauflerem. Jejich spolupráce začala v roce 1993 a od roku 2001 jsou společníky v architektonické kanceláři Schaufler–Roskovec, v níž působil také architekt Jan Ratiborský. Ocenění získali v soutěžích o návrh Národní technické knihovny v Praze (2001) a Janáčkova kulturního centra v Brně (2003).
Roskovec je autorem realizací a projektů:
- rodinného domu v Mstišově (2009)[2]
- rodinného domu v Klánovicích (2009)[2]
- rodinného domu v Horním Lánově (2008)[2]
- rodinného domu ve Středoklukách (2007)[2]
- rodinného domu ve Světicích (2003)[2]
- bytového domu v Praze–Kobylisích (2012)[4]
- rekonstrukce kostela U Jákobova žebříku v Praze–Kobylisích (2001)[4]